# 哲学と自然の鏡
『哲学と自然の鏡』(Philosophy and the Mirror of Nature)とは1979年にアメリカの哲学者リチャード・ローティによって書かれた著作である。
スタンフォード大学の教授ローティはネオプラグマティズムの哲学者であり、研究の領域は哲学だけでなく文学や政治、社会にまで及んでいる。彼は現代哲学の観点からこれまでの哲学が担ってきた知的な役割を本書で批判的に検討し、話題を呼んだだけでなく1981年にはマッカーサー賞を受賞している。本書は三部構成となっており、第1部鏡のような人間の本質、第2部鏡に映すこと、第3部哲学から成り立っている。
表題にある自然の鏡とは近代哲学における心、すなわち視覚的メタファーを意味している。自然を忠実に映し出す心という視覚的なメタファーは知識、真理、二元論、主観と客観の図式を哲学の研究においてもたらしてきた。デカルト、ロック、カントなどが論じたような近代哲学の認識論は知識の妥当性を基礎付ける役割を担っており、ローティはこの役割を文化的監督官と呼んでいる。近代哲学が担ってきたこの役割は本来無意味なものであることをローティは指摘し、論理実証主義の立場から研究されてきた言語哲学すらも同様に基礎付け主義の一種であると論じる。ここでローティはプラグマティズムの哲学を導入し、認識活動を社会的実践として把握することによって、「プラグマティズム的転回」を提唱する。このことによって、哲学は完全かつ究極的な認識の合致を追及するものではなく、新しい生のあり方をもたらす会話として成立する。ローティは基礎付け主義という役割が終わることで「ポスト哲学的な文化」が成立するであろうと考えている。

## 書誌情報
- Philosophy and the Mirror of Nature, (Princeton University Press, 1979) 
  - 野家啓一監訳 『哲学と自然の鏡』（産業図書, 1993年）